# 陳燮霞
陳燮霞（ちん しょうか、簡体字:陈燮霞,繁体字:陳燮霞,ピンイン:Chén Xièxiá。1983年1月8日 - ）は、中国の広東省広州市出身の女子ウェイトリフティング選手。
2007年ウエイトリフティング世界選手権では、女子48kg級に出場し、スナッチ（96 kg）、クリーン＆ジャーク（118 kg）、総合（214 kg）の成績を挙げ、3つの金メダルを獲得した。
2008年の北京オリンピックでも女子48kg級に出場し、全く他の選手を寄せ付けず、合計212kg（スナッチ95kg、ジャーク117kg。オリンピック記録を樹立し、出場選手中唯一の200kg超えをマークした。）を挙げ、金メダルを獲得。同大会での中国の金メダル第1号となった。北京航空宇宙大体育館で行われた競技では多数の地元の観衆が押し寄せ、「加油！」の大声援に応えて6回の試技全てを成功させた。
しかし8年後の2017年1月、当時のドーピングにより金メダルを剥奪された。